# 니조 나리유키
니조 나리유키(일본어: 二条斉敬, 1816년 11월 1일 ~ 1878년 12월 5일)는 에도 시대 말기 및 막말의 공경이다. 후지와라 북가 섭가 중 니조가 제26대 당주. 일본 역사상 최후의 관백이며 인신섭정 중 최후의 섭정이다.
| 전임 니조 나리노부 | 제26대 니조가 당주 | 후임 니조 모토히로 |

| 전임 구조 나오자네 | 섭정 (에도 시대) 1867년 | 후임 메이지 유신 이후 폐지 |